# Tassilo Thierbach
Tassilo Thierbach (Karl-Marx-Stadt, 21 de maio de 1956 – Chemnitz, 19 de abril de 2025) foi um patinador artístico alemão. Thierbach conquistou com Sabine Baeß uma medalha de ouro, duas de prata e uma de bronze em campeonatos mundiais, e duas medalhas de ouro, uma de prata e uma de bronze em campeonatos europeus. Baeß e Thierbach também competiram nos Jogos Olímpicos de Inverno de 1980 e 1984. Ambos foram os únicos patinadores de duplas da Alemanha Oriental a ganhar títulos europeus e mundiais.

## Principais resultados

### Com Sabine Baeß
| Resultados                                            | Resultados        | Resultados        | Resultados       | Resultados        | Resultados      | Resultados       | Resultados      | Resultados       | Resultados        | Resultados    | Resultados    | Resultados    |
| Internacional                                         | Internacional     | Internacional     | Internacional    | Internacional     | Internacional   | Internacional    | Internacional   | Internacional    | Internacional     | Internacional | Internacional | Internacional |
| Evento/Temporada                                      | 1975– 1976        | 1976– 1977        | 1977– 1978       | 1978– 1979        | 1979– 1980      | 1980– 1981       | 1981– 1982      | 1982– 1983       | 1983– 1984        |               |               |               |
| ----------------------------------------------------- | ----------------- | ----------------- | ---------------- | ----------------- | --------------- | ---------------- | --------------- | ---------------- | ----------------- | ------------- | ------------- | ------------- |
| Jogos Olímpicos                                       |                   |                   |                  |                   | 6.º             |                  |                 |                  | 4.º               |               |               |               |
| Campeonato Mundial                                    |                   |                   | 5.º              | Medalha de bronze | 4.º             | Medalha de prata | Medalha de ouro | Medalha de prata | Medalha de bronze |               |               |               |
| Campeonato Europeu                                    |                   | 5.º               | 4.º              | Medalha de bronze | 4.º             |                  | Medalha de ouro | Medalha de ouro  | Medalha de prata  |               |               |               |
| Skate America                                         |                   |                   |                  |                   | Medalha de ouro |                  |                 |                  |                   |               |               |               |
| Nacional                                              |                   |                   |                  |                   |                 |                  |                 |                  |                   |               |               |               |
| Campeonato Alemão Oriental                            | Medalha de bronze | Medalha de bronze | Medalha de prata | Medalha de ouro   | Medalha de ouro |                  | Medalha de ouro | Medalha de ouro  | Medalha de ouro   |               |               |               |
|                                                       |                   |                   |                  |                   |                 |                  |                 |                  |                   |               |               |               |
| Legenda: Competição não foi disputada nesta temporada |                   |                   |                  |                   |                 |                  |                 |                  |                   |               |               |               |

## Morte
Thierbach morreu no dia 19 de abril de 2025, aos 68 anos em Chemnitz, Alemanha, por complicações de um câncer.